# Progressiv pop
Progressiv pop är en subgenre av pop. Termen användes först för att beskriva progressiv rock. Under slutet av 1970-talet användes termen internt för att beskriva rock. Senare användes den för att beskriva musik som ansågs för måttlig för att klassificeras som progressiv rock.

## Historia

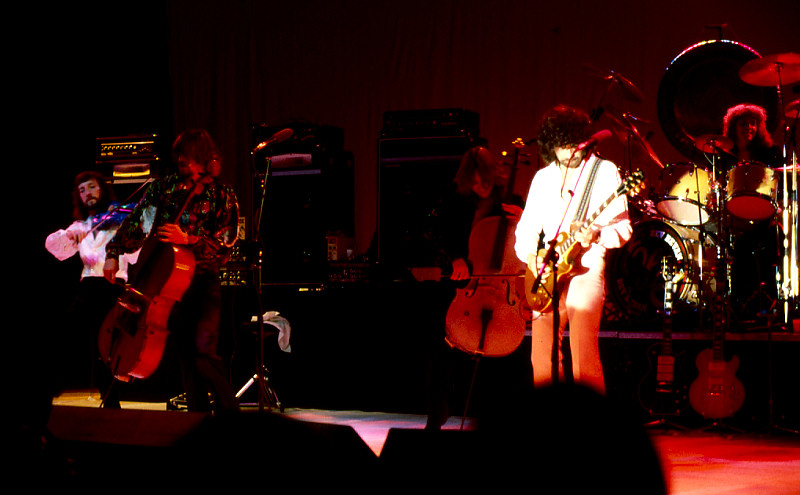
Electric Light Orchestra 1978.

Under mitten av 1960-talet börjar den brittiska tryckta pressen beskriva den amerikanska rockgruppen The Beach Boys musikalbum Pet Sounds som "det mest progressiva popalbumet som någonsin producerats". Beach Boys fortsätter att förknippas med progressiv pop med släppet av deras album Surf's Up 1971. Nick Cohn, i sin bok från 1969 med titeln Awopbopaloobop Alopbamboom: The Golden Age of Rock, tror att popindustrin har delats upp "i åttio procent skräp och tjugo procent idealism", där åttio procent beskriver "mainstream och kommersiell pop" och tjugo procent beskriver "progressiv pop utvecklad av en esoterisk känsla". I sin omarbetning från 1970 förklarar Cohn: "Jag trodde att progressiv pop skulle sakta dö ut, men det hände inte. Nåja, i England hade jag inte helt fel... Men i Amerika, där missade jag helt - Woodstockfestivalen växte sig starkt..."
Till sist ersätts termen "progressiv pop" av det vanligare namnet "progressiv rock". År 1977 används termen "progressiv pop" utbytbart med rock. År 1985 noterar Simon Reynolds att den "nya" popmusiken "innebär ett medvetet och modigt försök att skilja 'progressiv' pop från masspop/topplistor - en uppdelning som har försökts sedan 1967.